# Reese’s Pieces
Reese’s Pieces — ароматизированные конфеты на основе арахисовой пасты, выпускаемые компанией Hershey для североамериканского рынка. Получили широкую известность после скрытой рекламы в фильме Стивена Спилберга 1982 года «Инопланетянин» и одноимённой компьютерной игры.
Конфеты упоминаются в песне «Low How» американского рэпера Ludacris как метафора, означающая девушек.
В мультсериале «Гриффины» конфеты Reese’s Pieces появляются в сериях «Питер и Джеймс Вудс» и «Снова Питер и Джеймс Вудс».